# Pearce Bailey

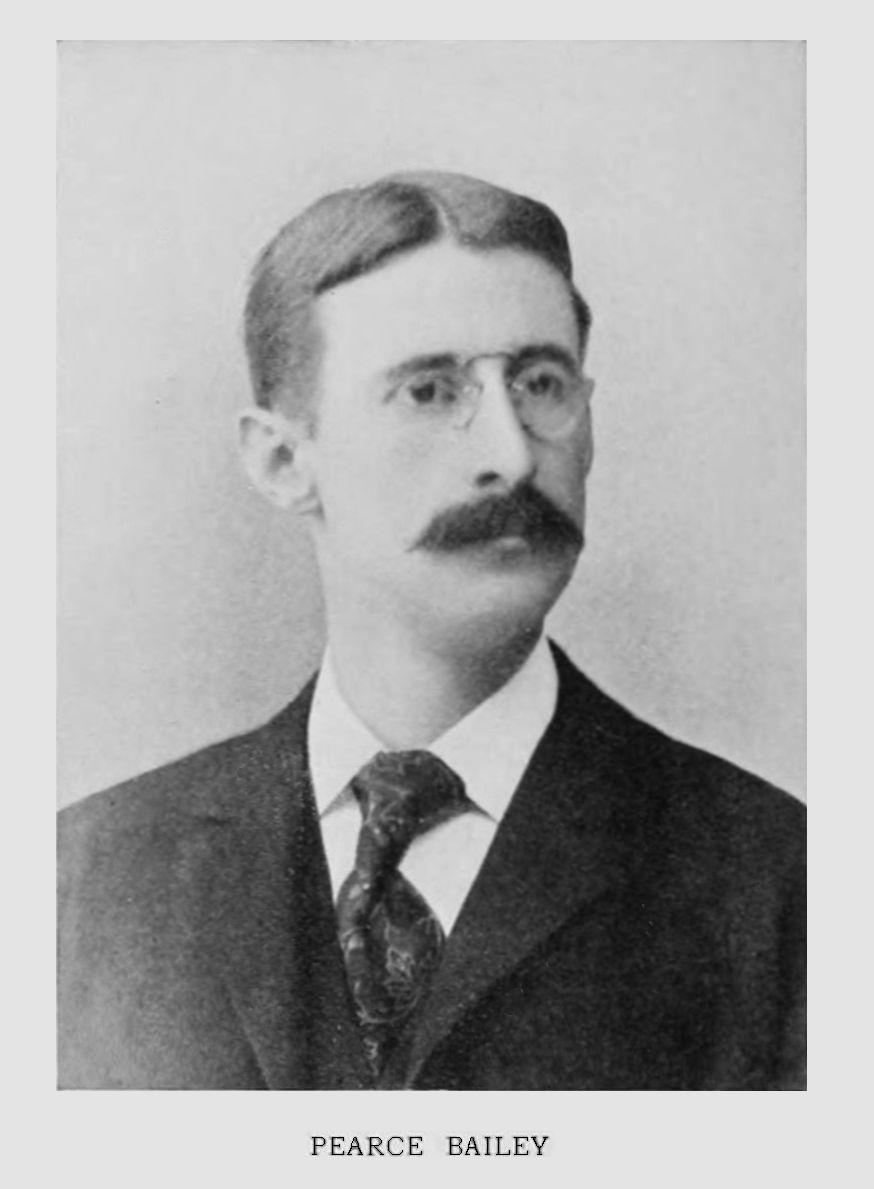
Pearce Bailey

Pearce Bailey (ur. 12 lipca 1865 w Nowym Jorku, zm. 11 lutego 1922) – amerykański neurolog i psychiatra. Absolwent uniwersytetów Princeton i Columbia, razem z Collinsem i Frankelem założył Neurological Institute. Profesor zwyczajny neurologii na Columbia University. Przewodniczący New York State Committee for Mental Defectives i American Neurological Association (1913).

## Wybrane prace
- Atlas and Epitome of Diseases Caused by Accident (1900)
- Accident and Injury; Relation to the Nervous System (1906)
- Incidence of multiple sclerosis in United States troops. Archives of Neurology and Psychiatry, 1922